# Ци (1130—1137)
Великое Ци (кит. упр. 大齐) — вассальное государство империи Цзинь, существовавшее в северном Китае (на территории современных провинций Шаньдун, Хэнань и Шэньси) в начале XII века. В связи с тем, что в Южной Сун провозглашение Лю Юя правителем северокитайских земель рассматривали как акт узурпации, в официальной китайской истории это государство именовали «фальшивым Ци» (伪齐). Кроме того, иногда в источниках его называют «Лю Ци» (刘齐) по фамилии правителя.

## Предыстория
В 1117 году дипломаты империи Сун начали переговоры с чжурчжэньским государством Цзинь, воевавшим против Ляо, о совместном нападении на эту империю. После заключения союза Ляо была разгромлена, и в 1125 году в результате обострения цзиньско-сунских отношений чжурчжэньские армии вторглись в Сун. В 1127 году чжурчжэньская армия штурмом захватила Главную столицу Сун; сунские императоры были увезены в Маньчжурию. В связи с тем, что у чжурчжэней было недостаточно военных сил для удержания захваченной территории, они организовали там марионеточное государство Чу, которое распалось вскоре после отхода цзиньских войск.

## Основание Ци
После того, как Чу прекратило своё существование, цзиньская правящая верхушка взяла курс на создание нового зависимого государства. В качестве кандидатов на пост правителя нового государства чжурчжэни рассматривали перешедших на их сторону сунских сановников — Ду Чуна, Чжэ Кэцю… Однако в конце-концов цзиньский правитель Ваньянь Уцимай остановил свой выбор на Лю Юе. 27 числа седьмого месяца он отправил Гао Цинъи и Хань Фана титуловать Лю Юя императором. Столицей должен был стать Даминфу — бывшая Северная столица империи Сун. Её жители, узнав о приближении Лю Юя, перебили цзиньский гарнизон и решили обороняться. Однако Лю Юй взял город штурмом и 9-го числа 9-о месяца был возведён на престол в качестве императора Великого Ци. После интронации он перенёс столицу в Дунпин в провинции Шаньдун.

## Строительство государства
Жизненно важным вопросом для Ци было создание боеспособной армии. Взяв за основу чжурчжэньский опыт, Лю Юй создал по всей территории государства укреплённые лагеря, в которых размещались войска; одновременно «укреплённые лагеря» стали административными единицами. В начальники «укреплённых лагерей» назначались местные магнаты, и так обладавшие реальной значительной властью на местах. Укреплённые лагеря служили базой для военной подготовки населения; в случае боевых действий собирались ополченцы, образуя «деревенскую армию». Реальные боевые качества этих войск были весьма слабы, их действия могли быть сколько-нибудь успешными лишь при поддержке цзиньской армии или хотя бы иллюзии этой поддержки. «Деревенская армия» ещё могла контролировать территорию Ци, но была не в силах противостоять регулярным войскам Южной Сун, поэтому по всей территории Ци были расположены и цзиньские войска. Кроме «деревенской армии» у Ци были и регулярные войска, образованные на основе отрядов переметнувшихся из Сун «крупных бандитов» (бывших военачальников сунской армии, чьи родные места оказались под властью Ци, и которые предпочли служить на родине). Боеспособность регулярных войск была выше, чем у «деревенской армии», но и они нуждались в поддержке со стороны Цзинь.
Лю Юю удалось создать многочисленную армию. В частности, в одном из крупномасштабных наступлений Ци на Южную Сун приняло участие 300 тысяч солдат. На его сторону переходили большие группы китайских разбойников. Но государству Лю Юя противостояли большие профессиональные армии сунских военачальников, чья общая численность доходила до 1 миллиона воинов. Самым большим успехом дипломатии Ци был переход на сторону Лю Юя профессиональной армии Лю Гуанши, которая до этого инцидента воевала против войск Лю Юя. 
Правительство Ци было образовано из людей, лично преданных Лю Юю, либо навязанных ему Цзинь. Многие чиновники среднего и низшего звена бежали на юг вместе с сунскими войсками, многие из оставшихся не желали сотрудничать с оккупантами и их марионетками. Чтобы привлечь образованные кадры в государственный аппарат Лю Юй отменил существовавшие при во времена империи Сун «закон о потолке карьеры» и правило «ограничения по выслуге лет». В результате чиновники низших рангов получили возможность продвигаться по служебной лестнице в зависимости от своих способностей и проявленного усердия, а не от наличия учёных степеней и количества проведённых на службе лет. Принятые меры оказались настолько эффективными, что многие сунские чиновники стали желать переметнуться на сторону Ци.
В результате боевых действий как территория Ци, так и северные районы Южной Сун были разорены. Чтобы ускорить восстановление, власти обоих государств стали стимулировать торговлю. Так как власти Ци проявили больше гибкости, то сунским купцам стало выгоднее продавать товары в Ци, чем в забюрократизированной Южной Сун. По суше торговля шла через официальные таможни, и власти Южной Сун осуществляли на них контроль за тем, чтобы на север не попадала военная контрабанда. Купцы, желавшие продать на север военные товары, делали это нелегально, по морю, отправляя суда из провинции Чжэцзян в провинцию Шаньдун. Несмотря на многочисленные сунские запреты и репрессии, контрабандная морская торговля процветала до тех пор, пока циский министр Чжан Сяочун, на самом деле сохранивший верность Сун, не убедил Ли Юя, что Сун намеренно разрешает прибытие купцов в Ци, чтобы использовать их для получения сведений в целях подготовки вторжения с моря; в результате «рынки по сообщению товаров» в приморских округах были упразднены.
Дипломаты Ци активно искали союзников против Южной Сун. В частности, они контактировали со всеми соседями своего противника. Известно, что Лю Юй предлагал династии Ли, правившей во Вьетнаме, союз против Южной Сун.

## Ликвидация государства
В результате внутренней борьбы в Цзинь пала группировка Цзунханя, поддерживавшая Ци. После этого было решено унифицировать империю по китайскому образцу, и в 1137 году государство Ци было упразднено, а его территория — присоединена к Цзинь.